# Almon Brown Strowger
Almon Brown Strowger (1839 — 26 de maio de 1902) foi um inventor estadunidense.
É conhecido por ter seu nome ligado à tecnologia eletromecânica de centrais telefônicas, inspirada em sua invenção e patente.

## Primeiros anos
Strowger nasceu em Penfield, Nova York, perto de Rochester, neto do segundo colono e primeiro moleiro de Penfield. Pouco se sabe sobre sua infância. Dizem que se sua mãe dava uma tarefa aos filhos, Strowger e seus irmãos frequentemente tentavam inventar uma máquina para fazer a tarefa para eles. Ele lecionou em Penfield por um tempo.
Em outubro de 1861, ele se alistou como músico na Companhia A, 8º Regimento de Cavalaria de Nova York, para lutar na Guerra Civil Americana. Ele foi promovido a Sargento e Trompetista Chefe do regimento em fevereiro de 1864, e terminou a guerra como Segundo Tenente. Ele foi ferido em ação na Terceira Batalha de Winchester em 1864, e dispensado mais tarde naquele ano.
Após a Guerra Civil, parece que ele se tornou primeiro um professor de escola rural antes de se tornar um agente funerário. Ele é atribuído a viver em El Dorado, Kansas, ou Topeka, Kansas, e finalmente Kansas City, Missouri. Não está claro onde sua ideia de uma central telefônica automática foi originalmente concebida, mas seu pedido de patente o identifica como residente de Kansas City, Missouri, em 10 de março de 1891.

## Discagem rotativa
Artigo principal: Interruptor Strowger
Uma história comumente contada afirma que Strowger acreditava que seu negócio de empreendimento estava perdendo clientes para um concorrente cuja esposa era uma operadora de telefonia local e estava impedindo que as chamadas telefônicas fossem roteadas para o negócio de Strowger e as redirecionando para o negócio de seu marido, após sua descoberta no jornal de que o funeral de um amigo estava sendo tratado em outro lugar.  Motivado a remover o operador intermediário, ele inventou a primeira central telefônica automática em 1889; ele recebeu sua patente em 1891.  É relatado que ele inicialmente construiu um modelo de sua invenção a partir de uma caixa de colarinho redondo e alguns pinos retos.

## Finanças
Embora ele possa ter tido a ideia, ele não estava sozinho em seus esforços e buscou a assistência de seu sobrinho William e outros com conhecimento de eletricidade e dinheiro para concretizar seus conceitos. Com essa ajuda, a Strowger Automatic Telephone Exchange Company foi formada e instalou e abriu a primeira central comercial em (sua então cidade natal) La Porte, Indiana, em 3 de novembro de 1892, com cerca de 75 assinantes e capacidade para 99. Ele se casou com Susan A. (1846–1921) de Massachusetts em 1897 como sua segunda esposa. Strowger vendeu suas patentes para seus associados em 1896 por US$ 1.800 (cerca de US$ 59.000 em 2021) e vendeu sua participação na Automatic Electric Company por US$ 10.000 (cerca de US$ 330.000 em 2021) em 1898. Suas patentes foram posteriormente vendidas para a Bell Systems por US$ 2,5 milhões em 1916 (cerca de US$ 63.000.000 em 2021).
Os engenheiros da empresa continuaram o desenvolvimento dos projetos de Strowger e enviaram várias patentes em nome de seus funcionários. Ela também passou por várias mudanças de nome. O próprio Strowger parece não ter participado desse desenvolvimento posterior. Posteriormente, ele se mudou para St. Petersburg, Flórida, e parece ter voltado a ser um agente funerário, já que os registros da HP Bussey Funeral Home relatam um corpo não identificado sendo movido "para o Sr. Strowger" em dezembro de 1899. A mesma funerária enterrou posteriormente o próprio Strowger. Strowger era um homem de alguma riqueza em sua morte e foi relatado como dono de pelo menos um quarteirão de propriedade da cidade.

## Morte
Ele morreu, aos 63 anos, de um aneurisma após sofrer de anemia, em St. Petersburg, Condado de Pinellas, Flórida; ele foi enterrado no Cemitério Greenwood no dia seguinte. Seu túmulo é marcado com a tradicional lápide branca com uma inscrição que diz: "Tenente. AB Strowger, Co. A, 8 NY Cav."
Ele deixou sua viúva Susan A. Strowger (1846–1921). Após sua morte em Tampa, Flórida, em 14 de abril de 1921, seu obituário apareceu no St. Petersburg Times, alegando que ela tinha designs Strowger "revolucionários" adicionais, mas ela se recusou a torná-los públicos enquanto estava viva porque apenas outros lucrariam com os designs de seu marido. Ela alegou que seu marido havia recebido apenas US$ 10.000 por sua invenção, quando ele deveria ter recebido US$ 1.000.000.

## Legado
Uma placa de bronze, para comemorar sua invenção, foi colocada em seu túmulo em 1945 por funcionários da companhia telefônica. Strowger foi admitido no hall da fama da US Independent Telephone Association (agora chamada USTA) em 1965. Além de sua invenção, seu nome também foi dado a uma locomotiva e a um prêmio empresarial da empresa.
Em 2003, a Verizon Foundation concedeu US$ 4.500 à Pinellas Heritage, Inc. e à Pinellas Genealogy Society em memória de Strowger. Os fundos foram usados para desenvolver um site para divulgar a história do cemitério onde Strowger está enterrado e para restaurar dois memoriais da Guerra Civil. O projeto do Cemitério Greenwood ganhou um prêmio de realização organizacional do Florida Trust for Historic Preservation.

## Patentes
- Patente dos EUA 0.447.918 Interruptor Strowger "Central Telefônica Automática" (10 de março de 1891)
- Patente dos EUA 0.486.909 Patente de Strowger para "Telefone automático ou outra central elétrica" (29 de novembro de 1892)
- Patente dos EUA 0.597.062 Strowger Automatic Electric, patente para "Dispositivo de chamada para troca elétrica" (20 de agosto de 1896)
- Patente dos EUA 0.591.201 Strowger, et. al. patente para "Troca Elétrica" (5 de outubro de 1897)